# デパティエ・フレレング・エンタープライズ
デパティエ・フレレング・エンタープライズ（DePatie–Freleng Enterprises, Inc.）は、かつて存在したアメリカ合衆国のアニメーション制作会社。同社は1981年にマーベルに買収され、マーベル・プロダクションに改名された。

## 概要
1963年5月にワーナー・ブラザーズ・カートゥーンズの元スタッフであるデヴィッド・H・デパティエとフリッツ・フレレングによって設立された。ミリッシュ兄弟およびジェフリー・プロダクションと共同制作された際は「ミリッシュ=ジェフリー=デパティエ=フレレング・プロダクション」（Mirisch-Geoffrey-DePatie-Freleng Productions）として、またDFEフィルムとしても知られている。本社はカリフォルニア州バーバンクにあり、映画やテレビ向けのアニメーションを制作していた。
代表作には、映画『ピンクの豹』（1963年）とその続編シリーズのオープニングアニメーション、アニメーションキャラクターとしてのピンクパンサーを主人公にした関連の劇場用短編アニメシリーズ、1964年から1967年まで制作された『ルーニー・テューンズ』と『メリー・メロディーズ』の作品、1971年から1982年にかけて放送されたドクター・スースのテレビスペシャル、映画『スター・ウォーズ』（1977年）のライトセーバーの特殊効果、そして1970年代中頃にABCで放送された公共広告シリーズ『Bod Squad』や『Time for Timer』などがある。

## 歴史

### 誕生
デパティエ・フレレング・エンタープライズ（DFE）は、ワーナー・ブラザーズ・カートゥーンズ（Warner Bros. Cartoons）が1963年5月にアニメーションスタジオを閉鎖した後、同社に所属していたアニメーション監督のフリッツ・フレレング（Friz Freleng)と製作責任者であったデヴィッド・H・デパティエ（David H. DePatie）によって設立された。彼らは既にワーナー・ブラザーズを退社していたが、ワーナーの幹部の好意により、フレレングとデパティエはバーバンクのカリフォルニア通りにあった旧ワーナー・ブラザーズ・カートゥーンズのスタジオを、機材や資材を完備した状態で年間低額の賃貸料で借りることができた。当初、DFEの主な事業はコマーシャルや産業映画の制作だったが、いくつかの幸運に恵まれ劇場用アニメーションの制作を手掛けることになった。
映画監督のブレイク・エドワーズはDFEに連絡を取り、『ピンクの豹』のために豹のキャラクターのデザインを依頼した。ハウリー・プラットによるキャラクターデザインを気に入ったエドワーズは、DFEに映画のオープニングアニメーション制作を依頼した。映画公開後、オープニングアニメーションは大きな注目を集め、映画の興行収入の多くがDFEのオープニングアニメーションの成功により生み出されたとされている。
その後、DFEはユナイテッド・アーティスツと契約し、『ピンク・パンサー』を主人公にした劇場用およびテレビ向けの短編アニメーションを制作。1980年までに100本以上の短編が制作された。また、1964年にはフレレングとデパティエの古巣であるワーナー・ブラザーズがDFEと契約し、劇場公開用の短編アニメ『ルーニー・テューンズ』および『メリー・メロディーズ』の新作を制作した。
デパティエとフレレングはすぐに仕事に追われるようになり、1950年代から1960年代にかけてワーナー・ブラザーズで働いていた多くのアニメーターが、DFEで働くために旧ワーナー・ブラザーズ・カートゥーンズのスタジオに戻ってきた。ピンク・パンサーシリーズの最初の作品『ピンク騒動』はフレレングが監督を務め、1964年にDFE唯一のアカデミー賞を受賞した。その後、1966年に『ピンクの青写真』で再びアカデミー賞にノミネートされたが、受賞は逃した。

### ピンクパンサーと他の作品
『ピンク・パンサー』の劇場用アニメ短編映画は、1969年9月6日に始まった土曜朝のカートゥーン番組『The Pink Panther Show』の原作となった。この番組には、劇場用短編映画の『クルーゾー警部』（1966年初登場）や、最終的に『アント&アードバーク』、『Roland and Rattfink』（1968年初登場）、『The Texas Toads』（旧題：『Tijuana Toads』）も含まれた。当時のほとんどのテレビアニメ同様、『The Pink Panther Show』にも録音笑いとナレーションが使用された。さらに、アニメーションはテレビの放送基準と規制に適合させるために編集され、一部は再録音されることもあった。
『The Pink Panther Show』は1970年代にいくつかの形式で放送された。この番組はNBCの土曜朝の編成で人気を博し、最初は30分番組として開始したが、数年後には毎週90分に拡大。また、DFEはジェームズ・サーバーのイラストを基にした1969年から1970年までのテレビシリーズ『My World and Welcome to It』のアニメーションシーケンスも提供した。
DFEはフォーマット・プロダクションと共に1964年から1967年までに制作されたワーナー・ブラザーズの劇場用短編の下請けを担っていた。DFEによって制作された『ルーニー・テューンズ』および『メリー・メロディーズ』の短編アニメは、現代的な「抽象的なWB」オープニングおよびクロージングシーケンスによって容易に判別できる（ただし、この「抽象的なWB」のオープニングとクロージングは、元々ワーナー・ブラザーズ・カートゥーンズが制作した3本の短編で最初に使われた）。しかし、1964年から1967年までに制作された一部の『ルーニー・テューンズ』および『メリー・メロディーズ』はファンや批評家から酷評され、特にルディ・ラリバが監督をした短編には最も厳しい批判が寄せられた。1967年初頭以降、DFEは1970年代後半から1980年代初頭にかけて制作されたテレビスペシャル（『バッグス・バニーのイースター』（1977年）、『バッグス・バニーのクリスマス』（1979年）、『渡り鳥だよダフィーくん』（1980年））までワーナーのカートゥーンの制作をしなかった。
DFEはまた、NBCで1975年9月6日から11月29日まで放送された『Return to the Planet of the Apes』（20世紀フォックス・テレビジョンと共同制作）や、1975年9月6日から12月20日までABCの土曜朝に放送された『The Oddball Couple』を制作。同スタジオのテレビスペシャルの1つには『The Bear Who Slept Through Christmas』（1973年）があり、トミー・スモザーズが冬眠に向かう仲間のクマたちをよそに人間の世界でクリスマスを探しに行く小さなクマの声を担当した。また、DFEは『キャット・イン・ザ・ハット』や『グリンチ』などといったドクター・スース原作のテレビスペシャルも手掛けた。

### その後
1981年、フリッツ・フレレングとデヴィッド・デパティエは、DFEフィルムズをマーベル・コミックに売却。その後、フレレングは前年に再開したワーナー・ブラザーズ・アニメーションに戻り、新たな映像を加えたクラシックなワーナー・カートゥーンをフィーチャーした一連の劇場映画を制作。一方、デパティエはDFEから改名したマーベル・プロダクションの責任者となり、1982年3月にデパティエはアニメ番組の制作を開始したと発表した。 その後、1984年には「DePatie-Freleng」の名前が名称のみで復活し、ハンナ・バーベラ・プロダクションによって制作された『ピンクパンサーわんぱく隊（Pink Panther and Sons）』に使用された。
マーベルは主にスーパーヒーローを題材にしたカートゥーンや、ハズブロの製品を含むライセンスの玩具をベースにしたアニメシリーズを制作したが、ピンクパンサーを主役とする新たな作品の制作も継続した。その中には、テレビスペシャル『Pink at First Sight』や、映画『Trail of the Pink Panther』および『Curse of the Pink Panther』のタイトルバックが含まれている。1993年には、メトロ・ゴールドウィン・メイヤー・アニメーションがMGM、ミリッシュ＝ジェフリー＝デパティ＝フレレング、ユナイテッド・アーティスツの共同事業として『ピンクパンサー』をリバイバルするテレビシリーズを制作。これは、DFEがマーベルと統合され、ミリッシュ/UAがMGMに統合されてから10年後のことだった。
1993年、マーベル・プロダクションズはニュー・ワールド・アニメーションと改名された。その後、1996年にニューズ・コーポレーションがニュー・ワールド・エンターテインメントを買収した際、ニュー・ワールド・アニメーションはサバン・エンターテインメントに吸収され、かつてDFEだったスタジオはその歴史を終えた。その後、マーベルはサバンとの提携を通じてアニメ番組を制作し続けた。この提携においてサバンは、最近Fox Kidsの50%の株式を取得していた。2001年、ウォルト・ディズニー・カンパニーはFOXファミリー・ワールドワイドを買収する一環としてサバンを取得した。

## その後の所有権
2009年、ウォルト・ディズニー・カンパニーはマーベル・エンターテインメントを買収。これにより、DFEが制作したオリジナル作品とマーベル・コミックスを基にした番組が一つの企業のもとに統合される形となり、すべてのこれらの作品は現在、ディズニー・ABC・ドメスティック・テレビジョンが配給を担当している。
一方で、DFEが制作したドクター・スースのテレビスペシャルは、ドクター・スース財団とCBSメディア・ベンチャーズを通じ、現在はワーナー・ブラザーズ・ホーム・エンターテインメントによって配給されている。
テレビ番組のカタログではこれまでに何度も所有権が変わってきているが、劇場用アニメ作品は引き続き元々の配給元によって所有されている。「ザ・ミリッシュ・カンパニー（The Mirisch Company）」のアニメーション作品陣はユナイテッド・アーティスツ（現：アマゾン・MGM・スタジオ）が所有しており、「ルーニー・テューンズ」および「メリー・メロディーズ」のカートゥーン作品はワーナー・ブラザーズが所有している。

## ワーナー・ブラザースとデパティエ・フレレングのスタッフ
デパティエ・フレレングは設立当初、ワーナー・ブラザーズ・カートゥーンズとほぼ同じ施設、スタッフ、そしてプロデューサーを有していた。チャック・ジョーンズは「キャット・イン・ザ・ハット」の制作でDFEに関わったが、ジョーンズと彼のアーティスト仲間は独立し「Sib Tower 12 Productions」を設立。ジョーンズは独自でMGM向けに「トムとジェリー」の新作アニメを制作した。
DFEの作品の成功には多くのスタッフが多大な貢献をしたが、特に注目すべきはストーリー・アーティストであり、その中にディズニーおよびワーナーでの経験を持つジョン・W・ダンがいた。ダンは、劇場公開用およびテレビ向けの新しいアニメ作品の殆どを制作した。これらの作品には、「アント&アードバーク（The Ant and the Aardvark）」、「Tijuana Toads」、「Here Comes the Grump」、「Roland and Rattfink」などが含まれる。
DFEの多くのアニメーション作品はダンによって脚本および絵コンテが作られており、特に最初のピンク・パンサー作品である「ピンク騒動（The Pink Phink）」が挙げられる。ダンの描画スタイルにおいては、DFEのアニメーションにも大きな影響を与えている。

## 制作作品

### 劇場短編作品
オリジナルシリーズ
| タイトル            | 制作年    | 備考                            |
| ------------------- | --------- | ------------------------------- |
| ピンクパンサー      | 1964–1980 |                                 |
| クルーゾー警部      | 1965–1969 |                                 |
| Roland and Rattfink | 1968–1971 |                                 |
| アント&アードバーク | 1969–1971 |                                 |
| Tijuana Toads       | 1969–1972 | 1976年に「Texas Toads」と改題。 |
| The Blue Racer      | 1972–1974 |                                 |
| Hoot Kloot          | 1973–1974 |                                 |
| The Dogfather       | 1974–1976 |                                 |

下儲け作品
- ルーニー・テューンズとメリー・メロディーズ (制作元 - ワーナー・ブラザース、1964年 - 1967年)[4]

### TVシリーズ
| タイトル                                                                                  | 放送年    | 放送局  | 備考                                                                             | Episodes |
| ----------------------------------------------------------------------------------------- | --------- | ------- | -------------------------------------------------------------------------------- | -------- |
| スーパー6                                                                                 | 1966–1967 | NBC     |                                                                                  | 20       |
| スーパープレジデント                                                                      | 1967–1968 | NBC     |                                                                                  | 15       |
| Here Comes the Grump                                                                      | 1969–1972 | NBC     |                                                                                  | 17       |
| The Pink Panther Show * Misterjaw (短編製作年; 1976) * Crazylegs Crane (短編製作年; 1978) | 1969–1980 | NBC/ABC | ユナイテッド・アーティスツ・テレビジョンとミリッシュ・フィルムズによる共同制作。 | 190      |
| ドリトル先生航海記                                                                        | 1970–1971 | NBC     | 20世紀フォックステレビジョンによる共同制作                                       | 17       |
| The Barkleys                                                                              | 1972–1973 | NBC     | バイアコムによる配給                                                             | 13       |
| それゆけ珍探偵ハウンドキャッツ                                                            | 1972–1974 | NBC     | バイアコムによる配給                                                             | 13       |
| スピードローラー猛レース                                                                  | 1973–1975 | CBS     |                                                                                  | 16       |
| それ行け!わんニャン                                                                       | 1975–1977 | ABC     | バイアコムによる配給。                                                           | 16       |
| まんが猿の惑星                                                                            | 1975–1976 | NBC     | 20世紀フォックス・テレビジョンによる共同制作                                     | 13       |
| まんがウキウキランド                                                                      | 1977–1978 | NBC     |                                                                                  | 13       |
| 新・近眼のマグー                                                                          | 1977–1979 | CBS     | UPAによる共同制作。                                                              | 16       |
| The New Fantastic Four                                                                    | 1978      | NBC     | マーベル・コミック・アニメーションによる共同制作。                               | 13       |
| スパイダーウーマン                                                                        | 1979–1980 | ABC     | マーベル・コミック・アニメーションによる共同制作。                               | 16       |

下儲け作品
- セサミストリート ("ピンクパンサーの空手：文字のK") (for チルドレンズ・テレビジョン・ワークショップ) (1970)
- Doctor Snuggles (ポリスコープ・プロダクションとトップクラフトによる共同制作) (1979)

### テレビスペシャル
| 放送日         | タイトル                                                  | 放送局 | 所有者               | 備考 |
| -------------- | --------------------------------------------------------- | ------ | -------------------- | --- |
| 1970年3月31日  | Goldilocks                                                | NBC    | ビング・クロスビー   | シャーマン兄弟との実写とアニメーションの共同制作 |
| March 10, 1971 | ドクター・スースのおはなし                                | CBS    | ドクター・スース     | |
| 1972年2月14日  | The Lorax                                                 | CBS    | ドクター・スース     | |
| 1972年11月12日 | Clerow Wilson and the Miracle of P.S. 14                  | NBC    | クレロウ・ウィルソン | コメディアンのフリップ・ウィルソンが主演、彼の多くのキャラクターがテレビスペシャルに登場。 他にはジェラルディン・ジョーンズ、レヴァレンド・リロイも登場する。 |
| 1973年1月6日   | Luvcast U.S.A.                                            | ABC    | One-shot             | Episode of ABC・サタデー・スーパースター・ムービー |
| 1973年2月7日   | The Incredible, Indelible, Magical, Physical Mystery Trip | ABC    | One-shot             | ABC アフタースクール・スペシャルの作品の1つ |
| 1973年10月15日 | Dr. Seuss on the Loose                                    | CBS    | ドクター・スース     | |
| 1973年12月17日 | The Bear Who Slept Through Christmas                      | NBC    | One-Shot             | 現在、ライオンズゲートが所有。 |
| 1974年4月3日   | Clerow Wilson's Great Escape                              | NBC    | クレロウ・ウィルソン | 「Clerow Wilson and the Miracle of P.S. 14」の続編 |
| 1974年5月15日  | The Magical Mystery Trip Through Little Red's Head        | ABC    | One-Shot             | 「ABC アフタースクール・スペシャル」作品の1つであり、また「The Incredible, Indelible, Magical, Physical Mystery Trip」の続編でもある。                        |
| 1975年2月19日  | The Hoober-Bloob Highway                                  | CBS    | ドクター・スース     | |
| 1975年12月14日 | The Tiny Tree                                             | NBC    | One-Shot             | |
| 1977年2月16日  | My Mom's Having a Baby                                    | ABC    | One-Shot             | ABC アフタースクール・スペシャル作品の1つ。 |
| 1977年10月29日 | Halloween Is Grinch Night                                 | ABC    | ドクター・スース     | ABC アフタースクール・スペシャル作品の1つ。 |
| 1978年2月1日   | Michel's Mixed-Up Musical Bird                            | ABC    | One-Shot             | |
| 1978年12月7日  | The Pink Panther in: A Pink Christmas                     | ABC    | ピンクパンサー       | ピンクパンサーのクリスマスを描いた作品、第1作。 |
| 1980年2月22日  | The Pink Panther in: Olym-Pinks                           | ABC    | ピンクパンサー       | |
| 1980年3月5日   | Where Do Teenagers Come From?                             | ABC    | One-Shot             | 『ABC アフター・スクール』の作品。 |
| 1980年5月2日   | Pontoffel Pock, Where Are You?                            | ABC    | ドクター・スース     | |
| 1981年5月8日   | Dennis the Menace in Mayday for Mother                    | NBC    | わんぱくデニス       | |
| 1981年5月10日  | The Pink Panther in: Pink at First Sight                  | ABC    | ピンクパンサー       | マーベル・プロダクションに移行。 |
| 1982年5月20日  | The Grinch Grinches the Cat in the Hat                    | ABC    | ドクター・スース     | マーベル・プロダクションに移行。 |

下儲けによるスペシャル作品
| 放送日         | タイトル                     | 放送局 | 備考                 |
| -------------- | ---------------------------- | ------ | -------------------- |
| 1977年4月7日   | バッグス・バニーのイースター | CBS    | ワーナー・ブラザース |
| 1979年11月27日 | バッグス・バニーのクリスマス | CBS    | ワーナー・ブラザース |
| April 1, 1980  | 渡り鳥だよダフィーくん       | NBC    | ワーナー・ブラザース |

### CM
- Apple Jacks (1965)
- Mr. Wiggle (1966)
- United Artists (1968)
- Pink Panther Flakes (1972)
- The Bod Squad (1974/1977)
- Time for Timer (1975)
- Charlie the Tuna
- Little Caesars

### 映画およびテレビのタイトルデザイン
ピンクパンサー・シリーズ
- ピンクの豹 (1963)
- 暗闇でドッキリ (1964年にジョージ・ダンニング＆アソシエイツに下請け)
- クルーゾー警部 (1968年にTVC ロンドンに下請)
- ピンク・パンサー4 (1978)
- ピンク・パンサーX (1982) (マーベル・プロダクションに移行)
- ピンク・パンサー5 クルーゾーは二度死ぬ (1983) (マーベル・プロダクションに移行)

その他の映画
- 誰が私を殺したか? (1964)
- 最後の勝利者 (1964) (特別効果)
- 求婚専科 (1964)
- 女房の殺し方教えます (1965) (特別効果)
- Love Has Many Faces (1965)
- サタンバグ (1965)
- ビッグトレイル (1965) - (地図関連)
- 恋するパリジェンヌ (1965)
- グレートレース (1965)
- ただいま熱愛中 (1965)
- The Trouble with Angels (1966)
- The President's Analyst (1967)
- With Six You Get Eggroll (1968)
- スター・ウォーズ エピソード4/新たなる希望 (1977) (特別効果)
- カプリコン・1 (1978（米国）、1977年（日本）) (特別効果)

その他のテレビシリーズ
- ローハイド (TVシリーズ、1965) (シーズン8)
- 0088/ワイルド・ウエスト (TVシリーズ、1965-1969)
- かわいい魔女ジニー (TVシリーズ、1965–1970)
- パパはメロメロ! (TVシリーズ、1969–1971)